# Дин Мухаммад-султан
Дин Мухаммад-султан (чагат. دين محمد سلطان‎) — представитель узбекской династии Шейбанидов, который правил в Балхском ханстве в 1567—1573 годах.

## Происхождение
|  |  |  |  |  |  | Чингисхан             |  |  |  |  |  |  |  |  |  |  |  |
|  |  |  |  |  |  |                       |  |  |  |  |  |  |  |  |  |  |  |
|  |  |  |  |  |  | Джучи-хан             |  |  |  |  |  |  |  |  |  |  |  |
|  |  |  |  |  |  |                       |  |  |  |  |  |  |  |  |  |  |  |
|  |  |  |  |  |  | Шибан Бахадур         |  |  |  |  |  |  |  |  |  |  |  |
|  |  |  |  |  |  |                       |  |  |  |  |  |  |  |  |  |  |  |
|  |  |  |  |  |  | Байнал                |  |  |  |  |  |  |  |  |  |  |  |
|  |  |  |  |  |  |                       |  |  |  |  |  |  |  |  |  |  |  |
|  |  |  |  |  |  | Есу-Бука              |  |  |  |  |  |  |  |  |  |  |  |
|  |  |  |  |  |  |                       |  |  |  |  |  |  |  |  |  |  |  |
|  |  |  |  |  |  | Джучи-Бука-хан        |  |  |  |  |  |  |  |  |  |  |  |
|  |  |  |  |  |  |                       |  |  |  |  |  |  |  |  |  |  |  |
|  |  |  |  |  |  | Абдал-султан          |  |  |  |  |  |  |  |  |  |  |  |
|  |  |  |  |  |  |                       |  |  |  |  |  |  |  |  |  |  |  |
|  |  |  |  |  |  | Мунк-Тимур-хан        |  |  |  |  |  |  |  |  |  |  |  |
|  |  |  |  |  |  |                       |  |  |  |  |  |  |  |  |  |  |  |
|  |  |  |  |  |  | Фулад-султан          |  |  |  |  |  |  |  |  |  |  |  |
|  |  |  |  |  |  |                       |  |  |  |  |  |  |  |  |  |  |  |
|  |  |  |  |  |  | Ибрахим-султан        |  |  |  |  |  |  |  |  |  |  |  |
|  |  |  |  |  |  |                       |  |  |  |  |  |  |  |  |  |  |  |
|  |  |  |  |  |  | Даулат-шейх-султан    |  |  |  |  |  |  |  |  |  |  |  |
|  |  |  |  |  |  |                       |  |  |  |  |  |  |  |  |  |  |  |
|  |  |  |  |  |  | Абулхайр-хан          |  |  |  |  |  |  |  |  |  |  |  |
|  |  |  |  |  |  |                       |  |  |  |  |  |  |  |  |  |  |  |
|  |  |  |  |  |  | Ходжа Мухаммад-султан |  |  |  |  |  |  |  |  |  |  |  |
|  |  |  |  |  |  |                       |  |  |  |  |  |  |  |  |  |  |  |
|  |  |  |  |  |  | Джанибек-султан       |  |  |  |  |  |  |  |  |  |  |  |
|  |  |  |  |  |  |                       |  |  |  |  |  |  |  |  |  |  |  |
|  |  |  |  |  |  | Пирмухаммед-хан       |  |  |  |  |  |  |  |  |  |  |  |
|  |  |  |  |  |  |                       |  |  |  |  |  |  |  |  |  |  |  |
|  |  |  |  |  |  | Дин Мухаммад-султан   |  |  |  |  |  |  |  |  |  |  |  |

Дин Мухаммад-султан был сыном Шейбанида Пирмухаммед-хана и являлся потомком основателя Узбекского ханства Абулхайр-хана. Его генеалогия выглядела следующим образом (см. врезку).

## Политическая и военная деятельность
В 1561 году Дин Мухаммад-султан совместно эмиром Худайдадом поднял бунт против своего отца в Шебергане. Одной из причин, по сведениям Хафиз-и Таныша Бухари, послужило стремление Пирмухаммад-хана отнять у Абдулла-хана II Бухару, обменяв на нее Балх. Весной 1561 года в Шебергане между ними начались переговоры по этому вопросу. Абдулла-хан II, помня, что Балх находится рядом с Персией, который он мечтал завоевать, согласился с предложением дяди. Стороны подписали соответствующий документ и назначили своих уполномоченных для приема власти. Однако обмен все-таки не состоялся.

### Хан Балхского ханства
Дин Мухаммад-султан (1567—1573), пришёл на балхский престол после смерти своего отца и правил Балхским ханством около шести лет и ценой больших усилий отстоял независимость своего владения. Значительную помощь и поддержку в этом ему оказывали султаны Гиссара и Узбек-хан, враждовавший тогда с Абдулла-ханом II. При этом Дин Мухаммад-султан временами лавировал, выражая на словах повиновение бухарскому правительству и направляя Абдулла-хану II незначительные военные силы, когда тот организовывал военные походы против своих соперников или же кызылбашей.
Абдулла-хан II, несмотря на занятость борьбой за объединение Мавераннахра, вынашивал план ликвидировать независимость Балха, так как Дин Мухаммад-султан отказывался итти с ним в поход против врагов на севере.

#### Защита Мервского вилайета от Абдулла-хана II

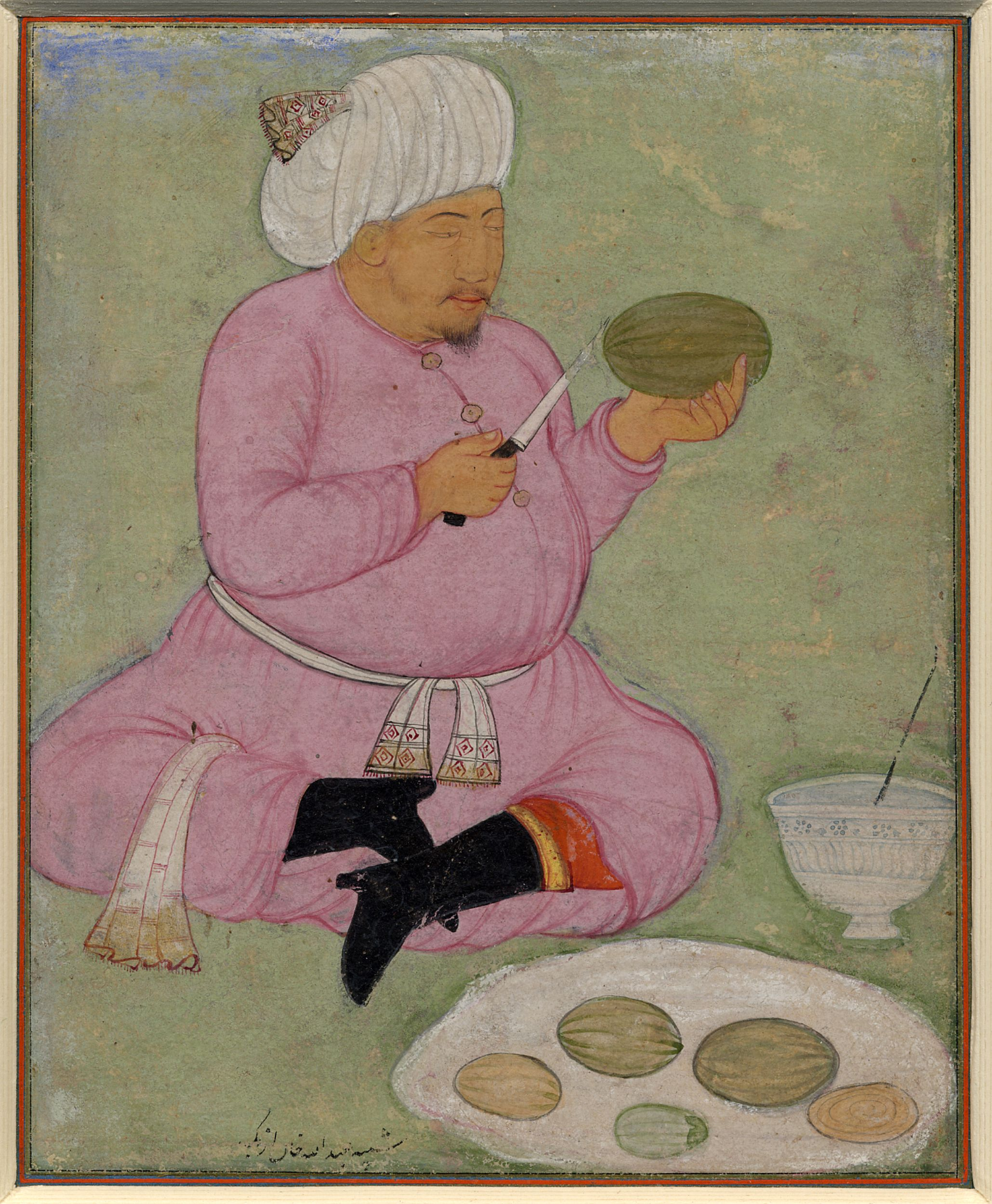
Портрет Абдулла-хана II.
Кемаледдин Бехзад, XVI век

В осенью 1567 года Абдулла-хан II выступил на Мерв, где наместником Дин Мухаммад-султана был его племянник — Паянда Мухаммад-султан. Город был осаждён и кровопролитные бои продолжались несколько дней. Однако бухарские войска не смогли его взять даже после уничтожения по приказу хана плотины на реки Мургаб, разрушенной в своё время монголами и восстановленной в 1407 году Тимуридом Шахрухом.

#### Временная потеря Андхуда и Шебергана
В 1570 году Абдулла-хан II выступил в поход на Андхуд и Шеберган, в котором принял участие и Узбек-султан и где наместниками Дин Мухаммад-султана были его братья Шахмухаммад-султан и Падшах Мухаммад-султан. В Андхуде, Шахмухаммад-султан и его аталык Джандавлат-бий найман оказали им упорное сопротивление. Однако они не устояли перед превосходящими силами неприятеля и, договорившись со знатью, сдали крепость Узбек-хану. Последний не вступил в город Абдулла-хана II, который вынужден был двинутся дальше на Шеберган. Узбек-султан, не желая, однако, окончательно испортить с ним отношения, оставил в Андхуде своего человека, а сам догнал Абдулла-хана II в шеберганской деревне Ходжа Дукка. Абдулла-хан II холодно встретил его. Опасаясь за свою жизнь, Узбек-султан ночью подался в строну Балха и объединился с Дин Мухаммад-султаном. Шеберган сдался Абдулла-хану II без сопротивления, хотя Падшах Мухаммад-султан и его окружение, надеясь на прочность крепостных укреплений решили сопротивляться. После взятия Шебергана бухарские войска направились на Балх. Но до сражения дело не дошло, и обе стороны заключили мир. Из рассказа Хафиз-и Таныша Бухари, что Абдулла-хана II уговорили главы балхского духовенства: маулана Мухаммад Амин и саййид Мирим-шах.

#### Защита и потеря Термеза
В мае—июне 1572 года Абдулла-хан II снова выступил к берегам Амударьи, на этот раз стремясь завладеть Термезом. Хафиз-и Таныш Бухари сообщал, что к этому походу хан начал тщательно готовится сразу же после возвращения из Андхуда и Шебергана в январе 1571 года. Однако завладеть Термезом сразу не удалось. Прочные стены и укрепления выдержали первый натиск, и бухарским войскам пришлось вести затяжную осаду. Крепость можно было осадить с трёх сторон, а на южной стороне стороне, под самыми стенами, протекала Амударья, что давало значительную выгоду её защитникам. На протяжении всей осады они поддерживали связь с левым берегом реки именно через южные ворота и получали оттуда необходимую помощь: оружие и самое главное — продовольствие.
Пленный, взятый караулом бухарцев на левом берегу реки, рассказал, что Дин Мухаммад-султан и Узбек-хан, собрав войско из Балха, Андхуда, Шебергана, Меймене, Гарчистана и других подвластных Балхскому ханству округов, идут на помощь к осаждённым термезцам. Возникла сложная обстановка. Дин Мухаммад-султан и Узбек-хан могли легко отбросить бухарские части, захватившие плацдарм на левом берегу реки и затем, переправившись на правый берег, создать большую угрозу осаждавшим Термез бухарским войскам. Поэтому собранный в спешном порядке военный совет принял решение послать войска на ту сторону Амударьи и предупредить надвигавшуюся опасность. Войско должно было переправится через переправы Айвадж и ниже Термеза через Келиф, что обеспечивало бухарским силам возможность не только атаковать неприятеля с двух сторон, но и создать серьёзную угрозу самому Балху, Андхуду и Шебергану. Согласно этому плану, полки Шейбанидов Ибадулла-султана, Хашим-султана, Факир-султана, Мухаммад Касим-султана и эмира Али Мардан бахадура переправились на судах через Айвадж, а брат Абдулла-хана II Абулхайр-султан со значительными силами — ниже Термеза. Сам Абдулла-хан II остался с осаждающими Термез частями.
Разработанный план оказался весьма эффективным. Весть о внезапном появления бухарцев на левобережье Амударьи быстро облетела все районы Балха, Андхуда и Шебергана, вызвав переполох и смятение. Узбек-хан, опасаясь быть отрезанным от своего удела Шебергана, прижатым к реке и затем разгромленным, со своим полком покинул лагерь. Его примеру последовал затем и сам Дин Мухаммад-султан.
Тем временем осада Термеза продолжалась. Вначале осаждённые иногда выходили из крепости и вступали в сражение с осаждавшими, а спустя неделю вынуждены были прекратить вылазки. Бухарская «артиллерия», вооружённая камнемётами и огнемётами, усилила обстрел городских укреплений, нанося большой урон. Гонец, отправленный в Балх за помощью, вернулся в Термез вместе с шейхулисламом Абдалвали Парса, более известный под имени ходжа Джан-ходжа, с предписанием попросить пощады у Абдулла-хана II при посредничестве шейхулислама и сдать ему ключи от города. Шейхулислам привёл султана в стан Абдулла-хана II, принёс извинения Дин Мухаммад-султана, и знать сдала ключи города. Как свидетельствует Хафиз-и Таныш Бухари, Абдулла-хан II назначил наместником в Термезе своего двоюродного брата Махмуд-султана, сына Сулайман-султана. Брат Дин Мухаммад-султана Падшах Мухаммад-султан был отпущен в Балх.

#### Потеря городов Тохаристана
В последние годы правления Дин Мухаммад-султана Кундуз, Баглан, Талькан и другие города Тохаристана были захвачены Тимуридами Бадахшана Сулайман-шахом и его внуком Хосроу-мирзой.

#### Потеря власти
После потери Термеза, мир между Балхом и Бухарой был недолгим. Вскоре его нарушил сам Абдулла-хан II, вновь выступивший против Балха в ноябре 1572 года. Сначала он решил изолировать Узбек-хана и поэтому после того, как бухарское войско переправилось через Амударью, направил к нему в Шеберган своих эмиров. Но Узбек-султан не только отверг предложение Абдулла-хана II о мире и союзе, но и арестовал его послов. Абдулла-хан II на время задержал поход, и бухарское войско простояло на берегу реки в течение ноября. За это время подоспели значительные подкрепления из Мавераннахра, и поход был возобновлён в декабре 1572 года. Спустя неделю бухарское войско достигло заповедника Якка Чинар, расположенного вблизи Балха.
Ожесточённые осадные бои за Балх длились десять месяцев. В первом месяце бухарские войска преодолели водные преграды, земляной вал и завладели внешней частью Балха. Дин Мухаммад-султан укрылся во внутренней, весьма укреплённой части города. Однако дальнейшее продвижение было приостановлено вследствие огромных потерь и частых, в большинстве случаев удачных вылазок осаждённых.
В феврале 1573 года Абдулла-хан получил новое подкрепление. Свежие силы подоспели из Шахрисабза с Ибадулла-султаном и Мианкаля во главе с Достим-султаном. По свидетельству автора «Абдулла-наме», правитель Хорезма Хаджи Мухаммед-хан тоже послал отряд во главе со своим старшим сыном Суюнч Мухаммад-султаном. Новые, значительные силы, пополнившие бухарское войско, дали возможность Абдулла-хану II штурмовать внутренние укрепления Балха. Победа была близка, но этому помешали следующие обстоятельства. Перед началом штурма из бухарского лагеря сбежал со своим полком Факир-султан и объединился с Дин Мухаммад-султаном. Кроме того, Тимурид Сулайман-шах вместе с гиссарским Хашим-султаном, откликнувшись на призыв Дин Мухаммад-султана, вступил в Балхскую область и разбил лагерь в Хульме.
Бои за внутренний город Балха продолжались всё лето. В городе начался голод, эпидемии. За время осады здесь умерло 70 тысяч населения города. В этих условиях Дин Мухаммад-султан и высокопоставленные сановники Балха решились сдаться и обратились с просьбой о посредничестве к ходже Мухаммад Тахиру, высшему духовному авторитету в Балхе. Тот поехал в ставку Абдулла-хана II и после переговоров, длившихся весь день, Абдулла-хан II согласился простить Дин Мухаммад-султану его проступки. Был заключён мир, согласно которому Дин Мухаммад-султан сдавал город Абдулла-хану II, а тот дарил ему жизнь и выделял ему и его братьям икта в Мавераннахре. На другой день Дин Мухаммад-султан, Падшах Мухаммад-султан и Шахмухаммад-султан явились в ставку победителя с семьями и казной Балха. Они были отосланы в Мавераннахр. Несколько дней продолжались аресты и грабежи. Самые усердные сторонники Дин Мухаммад-султана были казнены, многие бежали в Гиссар, Бадахшан и Индию.
Дальнейшая судьба Дин Мухаммад-султана сложилась плачевно. Он в качестве икта получил Шахрисабзскую область, но вскоре бежал к Баба-султану.

## Смерть
Дин Мухаммад-султан был казнён в Чарджоу в 1582 году.